# Whac-A-Mole

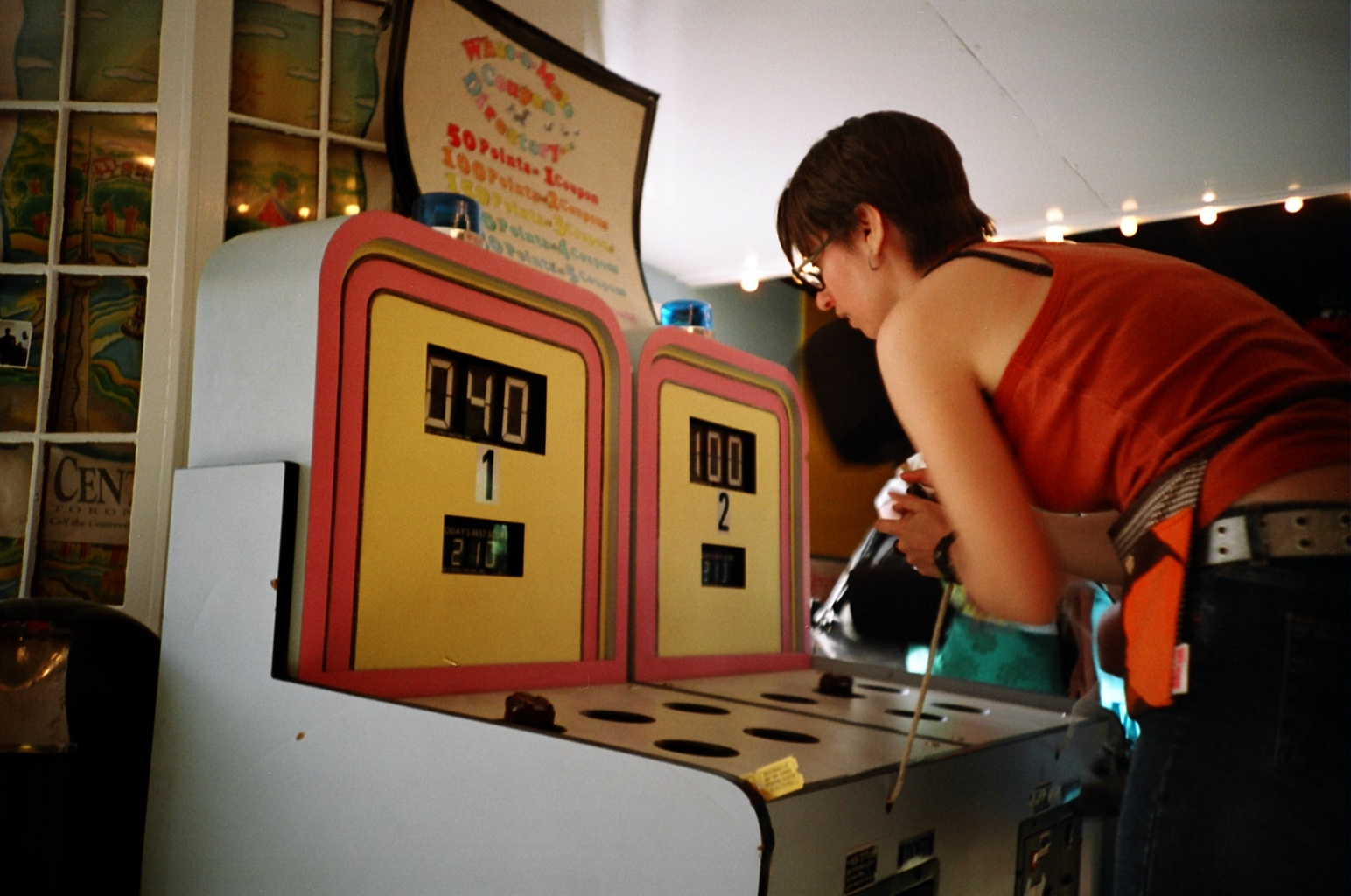
Original Redemption-Version Whac-A-Mole

Whac-A-Mole (englisch whack „draufhauen“ und mole „Maulwurf“) ist ein Arcade- bzw. ein Computerspiel und Spielzeug, in dem künstliche Maulwürfe, die aus Löchern hervorkommen, mittels eines Hammers oder Tasten zurück in die Löcher geschlagen werden müssen. Das Spiel wurde 1976 von Aaron Fechter erfunden. Bob’s Space Racers hat das Spiel zum Patent angemeldet. Es gibt zahlreiche mechanische oder elektronische Umsetzungen des Spiels sowie Umsetzungen für Heimcomputer.

## Spielfeld
In der ursprünglichen Version gibt es für zwei Spieler je drei Löcher oben und zwei unten. Es werden schwarze Gummihämmer benutzt.
Bei der elektronischen Version Mole Attack (1982) gibt es 3×3 Löcher (neun große Tasten).

## Ziel des Spiels
Der Spieler muss möglichst viele Maulwürfe treffen beziehungsweise schneller als sein Gegenspieler sein. Dadurch entsteht ein Wettbewerb um das bessere Reaktionsvermögen. Im späteren Verlauf kommen mehrere Maulwürfe gleichzeitig heraus.

## Varianten

### Arcade
- Whac-A-Mole, 1976, Spielgerät mit echten Löchern, Gummihammer (redemption game)
- Mole Hunter (Data East, 1980) (elektronisch)
- Mole Attack (Yachiyo Electronics, 1982)
- Holey Moley (Tai, 1982)
- Monkey Mole Panic (Taito, 1992)

### Portierungen
meist als Mole Attack
- VC-20 (dt. Titel: Hau den Lukas)
- C-64
- Game Boy Advance (2005)
- Nintendo DS
- Windows / Flash
- Macintosh (Smack-a-Skunk von Ingemar Ragnemalm für Mac Classic mit beliebig ersetzbaren Bildchen)
- Handyspiele
- als Wak-A-Rat im Computerspiel Sam & Max
- zahlreiche neuere Varianten. Beliebt sind insbesondere Köpfe von Politikern statt der Maulwürfe. Auch gibt es Buchstaben zum Lernen des ABC.

### Spielzeug
Es existiert auch eine kleine Version aus Kunststoff für Kinder.

## Umgangssprachliche Verwendung
Der Begriff „Whac-a-mole“ (oder „Whack-a-mole“) wird im englischen Sprachraum umgangssprachlich verwendet, um eine sich wiederholende und vergebliche Aufgabe zu bezeichnen: Jedes Mal, wenn ein Gegner „verprügelt“ wird, taucht er nur woanders wieder auf. In einem militärischen Kontext wird der Begriff verwendet, um sich auf angeblich unterlegene gegnerische Truppen zu beziehen, die immer wieder auftauchen. In einem Programmier-/Debugging-Kontext bezieht es sich auf die Tatsache, dass die Behebung eines Fehlers eine gewisse Chance hat, einen oder auch mehrere neue Fehler zu erzeugen, die selbst wieder behoben werden müssen. Im Zusammenhang mit dem World Wide Web bezieht es sich auf den Prozess der Abwehr von wiederkehrenden Spammern, Vandalen oder Schädlingen. Es wurde auch für Fake News verwendet.